# بانک استان بوئنوس آیرس
بانک استان بوئنوس آیرس (اسپانیایی: Banco de la Provincia de Buenos Aires‎) شرکت خدمات مالی و بانکداری آرژانتینی است، که در سال ۱۸۲۲ تأسیس شد.